# VV Capelle
Voetbalvereniging Capelle é um clube holandês de futebol da cidade de Capelle aan den IJssel, na Holanda. Foi fundado em 20 de fevereiro de 1930 e disputa a Topklasse, o terceiro nível do futebol holandês. Manda seus jogos no estádio Sportpark 't Slot, que tem capacidade para 4 mil espectadores.